# Boeing XF8B
Die Boeing XF8B ist ein Kampfflugzeug des US-amerikanischen Herstellers Boeing.

## Geschichte
Der Jagdbomber XF8B war das schwerste Trägerflugzeug, das vor dem Ende des Zweiten Weltkriegs gebaut wurde. Sie konnte als Torpedobomber geflogen und aufgrund ihrer einsitzigen Konfiguration auch als Jagdflugzeug eingesetzt werden. Für Boeing war es das erste Kampfflugzeug, das nach der Boeing P-26 Peashooter von 1936 entwickelt und erprobt wurde.

## Konstruktion
Aufgrund ihrer Größe und der hohen Triebwerksleistung verwendete die XF8B einen gegenläufigen Doppelpropeller mit sechs Blättern.

## Technische Daten

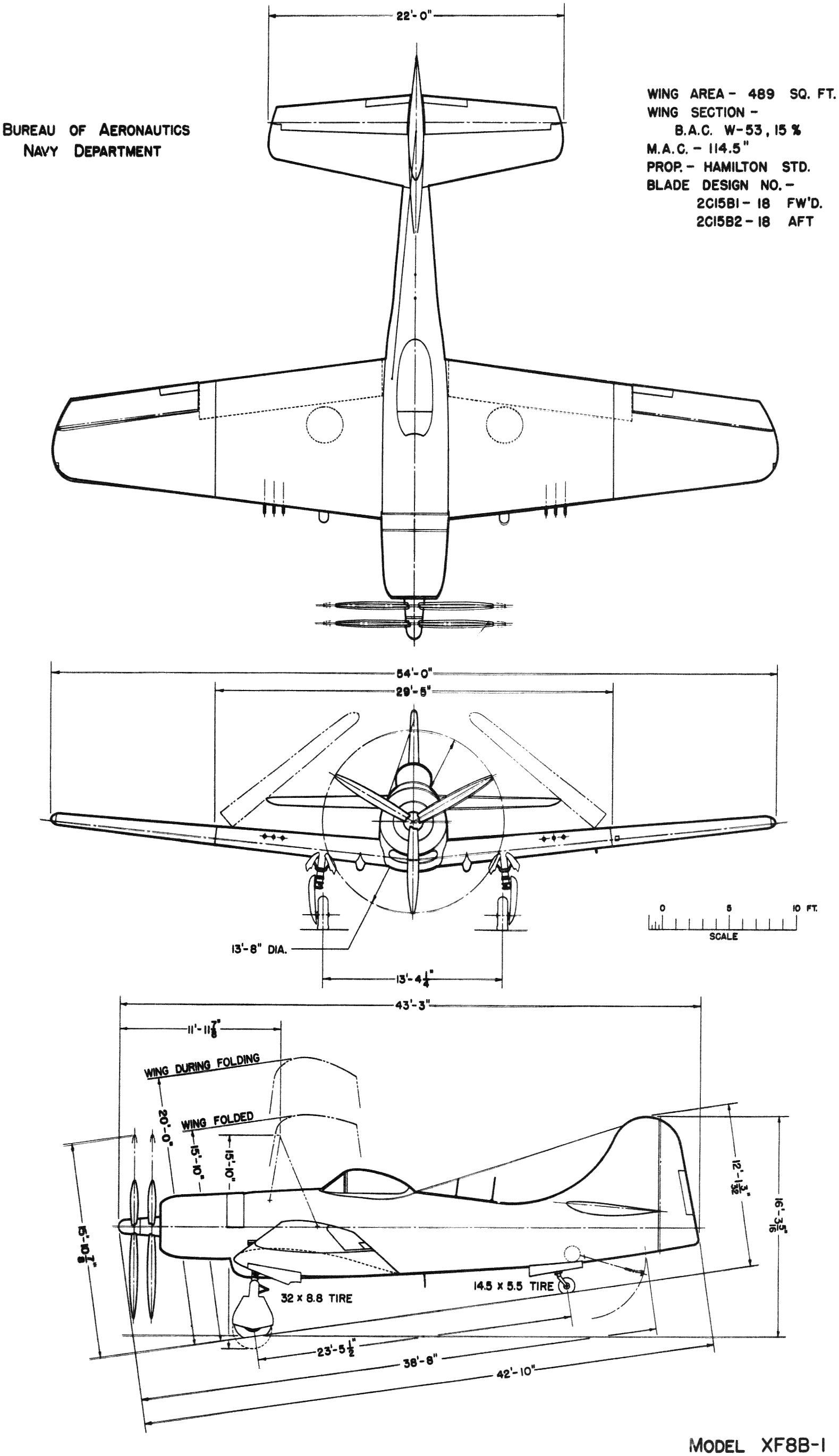
Boeing XF8B-1

| Kenngröße             | Daten                      |
| --------------------- | -------------------------- |
| Besatzung             | 1                          |
| Länge                 | 43,25 ft (13,2 m)          |
| Spannweite            | 54 ft (16,5 m)             |
| Flügelfläche          | 489 ft² (45 m²)            |
| Flügelstreckung       | 6,0                        |
| Leermasse             | 14.100 lb (ca. 6.400 kg)   |
| max. Startmasse       | 22.960 lb (ca. 10.410 kg)  |
| Reisegeschwindigkeit  | 190 mph (ca. 310 km/h)     |
| Höchstgeschwindigkeit | 432 mph (ca. 700 km/h)     |
| Dienstgipfelhöhe      | 37.500 ft (ca. 11.400 m)   |
| Reichweite            | 3.500 mi (ca. 5.600 km)    |
| Triebwerk             | Pratt & Whitney XR-4360-10 |

## Vergleichbare Typen
- Blackburn Firebrand
- Curtiss XBTC
- Goodyear F2G Corsair
- Westland Wyvern